# Boulevardier from the Bronx
Pour plus de détails, voir Fiche technique et Distribution.
Boulevardier from the Bronx est un cartoon Merrie Melodies réalisé par Friz Freleng en 1936.

## Synopsis
Le dessin animé met en scène la dispute d'un match à Hicksville entre deux joueurs de baseball : Claude, joueur dans l'équipe de la ville, et Dizzy Dan, coq leader de l'équipe des Chicago Giants et grand favori, sous les yeux d'Emily, la petite amie de Claude.

## Fiche technique
- Réalisation : Friz Freleng (comme I. Freleng)
- Scénario : Ben Harrison[1]
- Producteur : Leon Schlesinger
- Production : Leon Schlesinger Studios
- Musique originale : Carl W. Stalling
- Orchestration : Milt Franklyn
- Montage et technicien du son : Treg Brown (non crédité)
- Durée : 8 minutes
- Pays : États-Unis
- Langue : anglais
- Distribution :
  - 1936 : Warner Bros. Pictures (cinéma)
- Format : 1,37 :1 Technicolor Mono couleur 35 mm
- Date de sortie :
  - États-Unis : 10 octobre 1936

## Équipe
- Martha Sigall : peinture (non crédité)

### Animateurs
- Cal Dalton
- Paul J. Smith (sous le nom de Paul Smith)
- Robert McKimson (non crédité)

## Musique
- Carl W. Stalling, directeur de la musique (non crédité)
- Milt Franklyn, orchestration (non crédité)

## À propos
C'est le premier dessin animé qui utilise la musique iconique Merrily We Roll Along en introduction dans la série Merrie Melodies. Billboard Frolics l'avait cependant utilisé l'année précédente, mais pas ainsi.
Le joueur de baseball Dizzy Dan de l'équipe des Chicago Giants est directement inspiré de Dizzy Dean de l'équipe des Cardinals de Saint-Louis.